# 阿部英児
阿部 英児（あべ えいじ、1899年12月16日 - 1969年10月25日）は、日本の柔道家（講道館8段）、実業家。
学生時代に慶應義塾大学柔道部の傑物として名を馳せ、社会人となってからは昭和天覧試合で3位に入る活躍を見せる傍ら、大日本製糖で専務取締役兼工場長を務めるなど実業家として活躍した。また兄の大六も学生時代に柔道選手として腕を鳴らし、後には中部配電にて常務取締役を務めている。

## 経歴
1899年、司法官僚であり実業家でもあった阿部泰蔵の七男として、東京府東京市麻布区（現・東京都港区）に生まれる。六男の大六（だいろく）とは双生児であった。
慶應義塾在籍時、少年時代は飯塚国三郎に、後には中野正三に師事して柔道のイロハを学んだ。飯塚は払腰や背負投、大外刈、足技に長じ、また中野は左右の内股に跳腰、一本背負投、足技、裏投など千変万化の技を以ってそれぞれ世に知られる名人・達人であったが、阿部は「両先生の技のうち、1つだけでも（技を）受け継げたら良かったのだが、不敏にして遂に会得できなかった」「（乱取中は）恐らく防ぐのに精一杯だったのだろう」と述べている。

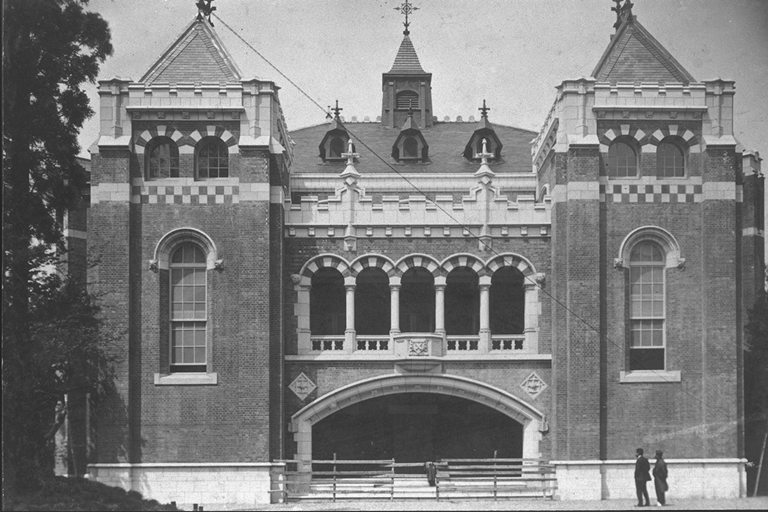
慶應義塾では柔道の稽古に邁進した

中学4年次、旧制青森中学校から茶帯の転校生が慶應柔道部に入部してくると、その転校生が見た事も無い技で相手を投げ飛ばす姿に感銘を受けた阿部は、見様見真似でその技を練習し体得した。これが後に阿部の代名詞となる払腰の原形となるものであり、阿部自身も払腰のつもりで練習していたが、厳密には大車という技だと指摘されると「少々がっかりさせられた」とも述べている。
慶應義塾大学時代は主将として兄の大六らと共に名門柔道部の礎を築き、早稲田大学主将の石黒敬七と御前試合を行った事もあった。兄弟揃って当時としては巨漢とも言える堂々たる体躯で、2人が並び立ったところは蓋（けだ）し壮観、全国に“慶應に阿部兄弟あり”とその名を轟かせたという。阿部はこのほか、当時の慶應義塾に13あった体育会系クラブのうち11クラブの選手を兼任するなど、活発な学生時代を過ごしていた。
1923年に慶應義塾大学法学部を卒業し大日本製糖に会社員として就職、以後も会社員の傍ら引き続き稽古に汗を流し、1924年1月には24歳で講道館5段に列せられている。
1929年5月に昭和天皇即位の礼（御大礼）を記念し御大礼記念天覧武道大会が開催されると、名誉ある指定選士32人の内の1人として、非専門家の身ながら柔道を生業とする専門家29人と並び選抜された。
大会本番で阿部は、予選となるリーグ戦にて山田正行6段（南満州鉄道師範）を3分15秒で送足払、後藤素直5段（甲南高校教諭）を1分3秒で同じく送足払に仕留め、天野品市6段には棄権勝して、首尾よくリーグ戦を勝ち抜いた。
リーグ戦を勝ち抜いた8人によるトーナメント戦では、同じく中野正三門下の岡野幹雄5段（京城警察講習所師範）と相見え、双方足技の応酬に始まり、阿部が左払腰、大外刈で攻めれば、岡野は出足払や寝てからの絞技で応戦するという一進一退の攻防となり、最後は阿部が左小内刈で岡野に畳を背負わせ、16分29秒の大試合に終止符が打たれた。

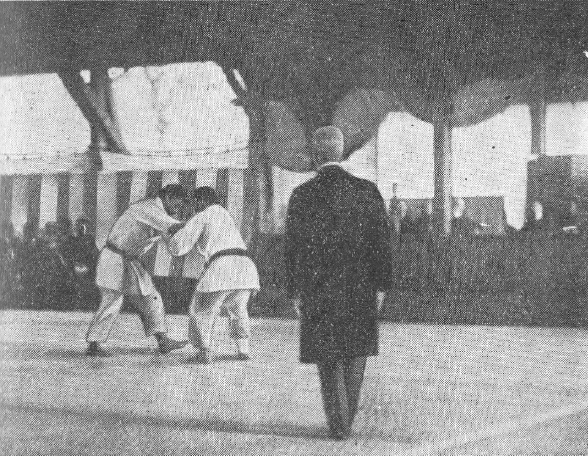
昭和天覧試合で栗原と争った阿部（左）

準決勝戦に進んだ阿部は3歳年長の栗原民雄6段（武専教授）と激突。身長164cm・体重75kgの玄人（栗原）に、身長173cm・体重89kgと一回り大きな素人（阿部）が挑戦する構図となった。
両者とも左組みの相四つとなった試合では、栗原が左手で阿部の右横襟をやや低めに掴んでみぞおちに当て、右手は袖口を取って、阿部の払腰や大外刈、足払を封じた。逆に栗原が得意の寝技に誘えば、阿部はこれに応ぜずといった具合で、両者一歩も譲らぬままに展開。
栗原が背負投に入らんと畳に膝を付き、これを振り切って一息ついた阿部が道衣の乱れを直そうとした途端、背後から栗原が送襟絞で強襲したが、阿部は少々慌てたものの直ぐに冷静を取り戻し、後ろに倒れて咽喉を防御し難を逃れた。寝技の攻防は数分間続いたが、決着には至らず。しかし、栗原のこの攻めで阿部の唇は破れ、流血が見られた。
試合はその後、栗原の釣込足や関節技、巴投、阿部の大外刈や払腰の応酬となり、互いに決め手が無いまま試合時間30分を終えた。主審の永岡秀一8段、副審の山下義韶8段と田畑昇太郎7段（いずれも後に10段）の裁定により栗原の勝利となり、阿部の進撃はここで途絶えた。
なお、栗原は大会前の4月18日に右膝を負傷して一時は出場も危ぶまれたが、何とか立って歩ける程度には復活したので急遽出場の意を決した経緯があった。阿部はその事を知っていたにも拘らず、栗原の右足に技を掛ける事は一度もしなかった。また、阿部の嘗（かつ）ての師であり、この試合を観戦していた飯塚国三郎8段に拠れば、栗原との試合で阿部は眼球に指を突き込まれ負傷していたという。相手の弱点を攻める事もしなければ、自身の試合中の負傷をアピールする事も無く、最後まで潔く試合を戦い切った阿部に対し、栗原は後日「阿部という人は偉い人だ」「実に見上げた男だ」と讃えていたという。
| 段位 | 年月日         | 年齢 |
| ---- | -------------- | ---- |
| 入門 | 1916年5月      | 16歳 |
| 初段 | 1916年10月     | 16歳 |
| 2段  | 1917年11月     | 17歳 |
| 3段  | 1918年6月7日   | 18歳 |
| 4段  | 1919年10月     | 19歳 |
| 5段  | 1924年1月13日  | 24歳 |
| 6段  | 1930年4月1日   | 30歳 |
| 7段  | 1937年12月22日 | 38歳 |
| 8段  | 1948年5月4日   | 48歳 |

柔道評論家の工藤雷介を以って「堂々たる風格、少しも驕り高ぶる所無く、攻防おのずから理にかなう試合ぶりは、見る者をして悉く恍惚とさせるものがあった」と言わしめた阿部だったが、その後主要な柔道大会に出場する事は無く、引き続き大日本精糖（のち一時的に日糖興業とも名乗った）にて会社員としての道を歩んだ。阿部の手腕を見込んだ政財界の重鎮・藤山雷太からは特に可愛がられ、よく将棋の相手等もしていた。ただし、無理に負けるという事が嫌いな阿部は正々堂々と本気で指してしまい、時には藤山を負かしてしまう事もあったという。
太平洋戦争中は台湾の工場に赴任しており、終戦に伴って阿部は現地から這う這う（ほうほう）の体で引き揚げた。1946年12月のクリスマスの事であった。
終戦直後、大日本精糖改め日糖興業は余剰人員を抱え、本業の精糖業も商売にならず、細々と酵母を製造して闇屋のような真似をし何とかやり繰りする日々が続いた。従業員を路頭に迷わせまいと苦心する阿部ら経営陣に対し、救いの手を差し伸べたのは慶應義塾柔道部の先輩・藤山愛一郎が率いる日東化学であった。この事について阿部は、後々まで謝意を示している。
1949年に社名を日糖興業から大日本精糖に戻す際には、それまで多く保有していた海外財産を敗戦に伴って一篇に失った暗い過去を彷彿とさせる社名として、周囲からは大反対に遭ったりもしたが、腐心した末に阿部はこれを成し遂げている。以後も阿部は取締役の1人として横浜工場長等を歴任し、入社以来30年以上もの永きに渡り精糖マンとして汗を流した。人当たりが柔らかく、親身になって後輩の面倒を見るなど良い指導者でもあり、人情味豊かな阿部に対する社員の信望は非常に厚かったという。
政府による砂糖の販売統制が解除され自由化された直後の1953年、雑誌『商工経済』に「これまでの製糖業は黒い物を白くして報酬を受け取るだけで、言ってみればクリーニング屋のようなものだった」と自虐した上で、「これからは各社の技術、のれん、販売力の違いがモノを言うようになる」「有利に原料を買い付ける手腕の如何で（企業間の）勝負が決せられる事になり、商売はこうならなければ面白みがない」と、一企業経営者としての見解を寄稿していた。翌1954年に贈収賄事件の造船疑獄が発覚した際には東京第一検察審査会長に選出され、同事件の審査を担当した。
1969年10月25日午後10時、狭心症により東京都港区南青山の自宅にて死去した。
なお、阿部兄弟は英児の他にも、三菱造船所や中部配電（中部電力の前身）など各方面の幹部を務める人材を輩出し、明治生命保険を創業した父・泰蔵の名に恥じず実業界の第一線で活躍した。また、英児は戦後の1948年5月に六男・大六と共に講道館8段に列せられたほか、八男・芳郎と九男・秀助はそれぞれ講道館の7段位であり、4人兄弟合せて30段は講道館史上唯一無二の記録となっている。